# Marcin Kaczmarski
Marcin Kaczmarski (ur. 9 marca 1994) – polski pływak, reprezentujący klub sportowy KSZO Ostrowiec Świętokrzyski. Specjalizuje się głównie w stylu dowolnym na długich dystansach.

## Kariera
Brązowy medalista mistrzostw Europy juniorów z Antwerpii na 800 m stylem dowolnym.
Wielokrotny medalista Mistrzostw Polski.